# Villers-Guislain
Villers-Guislain település Franciaországban, Nord megyében. Lakosainak száma 682 fő (2022. január 1.). Villers-Guislain Gonnelieu, Banteux, Gouzeaucourt, Honnecourt-sur-Escaut, Épehy és Heudicourt községekkel határos. A közelében található a  Gauche Wood brit katonai temető.

## Népesség
A település népessége az elmúlt években az alábbi módon változott:
| Lakosok száma | 692  | 693  | 698  | 696  | 697  | 691  | 686  | 680  | 682  |
|               | 2013 | 2015 | 2016 | 2017 | 2018 | 2019 | 2020 | 2021 | 2022 |